# Йосиф (Виговський)
Йоси́ф Виго́вський гербу Абданк (у світі Іва́н Костянти́нович Виго́вський, пол. Józef Wyhowski herbu Abdank; ? — 1730) — єпископ Української греко-католицької церкви; з 1713 року — єпископ Луцький і Острозький.

## Життєпис
Владика Йосиф належав до давнього українського шляхетського роду Виговських гербу Абданк, був сином козацького турово-пінського полковника та генерального обозного Костянтина Виговського — рідного брата гетьмана Івана Виговського та княжни Регіни Мещерської.
Антоній Петрушевич повідомляє, що 17 серпня 1713 року митрополит Юрій Винницький разом із єпископом Левом Кишкою висвятили Йосифа Виговського на єпископа. За даними Юзефа Ґеровського (Польський біографічний словник), в отриманні посади йому сприяв, зокрема, маршалок Коронного трибуналу 1701 року Станіслав Лєдуховський (згідно польських джерел призначення на єпископа відбулось 17 серпня 1716 року).
Учасник Замойського синоду в 1720 році. 15 серпня 1727 року брав участь в обряді коронації ікони Підкамінської Богородиці в Підкамінському домініканському монастирі.
На прохання і кошти Йосифа Виговського в 1723–1724 роках відомий монах-іконописець Йов Кондзелевич спорудив вівтар у церкві в с. Махнівці Золочівського району. Про це досі зберігся напис на вівтарі: «Цей вівтар прикрасив коштом своїм його милість Йосиф Виговський, єпископ Луцький і Острозький, за відпущення гріхів своїх прабатьків і батьків, написався рукою недостойного Йова Кондзелевича, монаха монастиря Білостоцького».